# Harlington Shereni
Harlington Shereni (Harare, Zimbabue, 6 de julio de 1975), futbolista zimbabueño. Juega de volante y su actual equipo es el FC Nantes de la Ligue 2 de Francia.

## Selección nacional
Ha sido internacional con la Selección de fútbol de Zimbabue, ha jugado 23 partidos internacionales y ha anotado 5 goles.

## Clubes
| Club        | País     | Año       |
| ----------- | -------- | --------- |
| Dynamos FC  | Zimbabue | 1997-2001 |
| SR Delémont | Suiza    | 2001-2003 |
| FC Istres   | Francia  | 2003-2004 |
| EA Guingamp | Francia  | 2004-2007 |
| FC Nantes   | Francia  | 2007-     |

- Datos: Q3127497